# 鐵炮

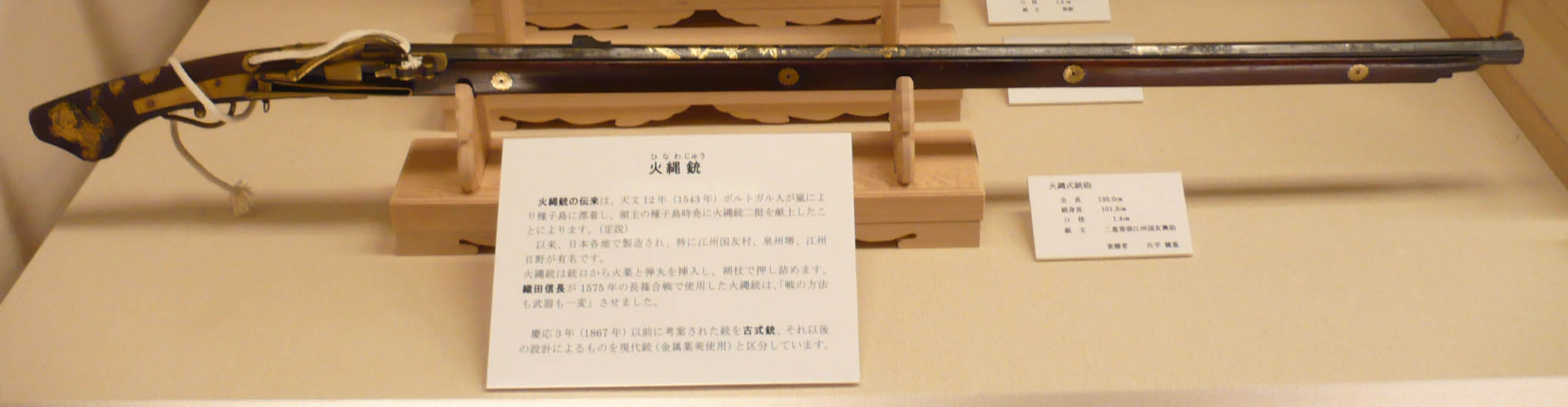
火繩式鐵砲。

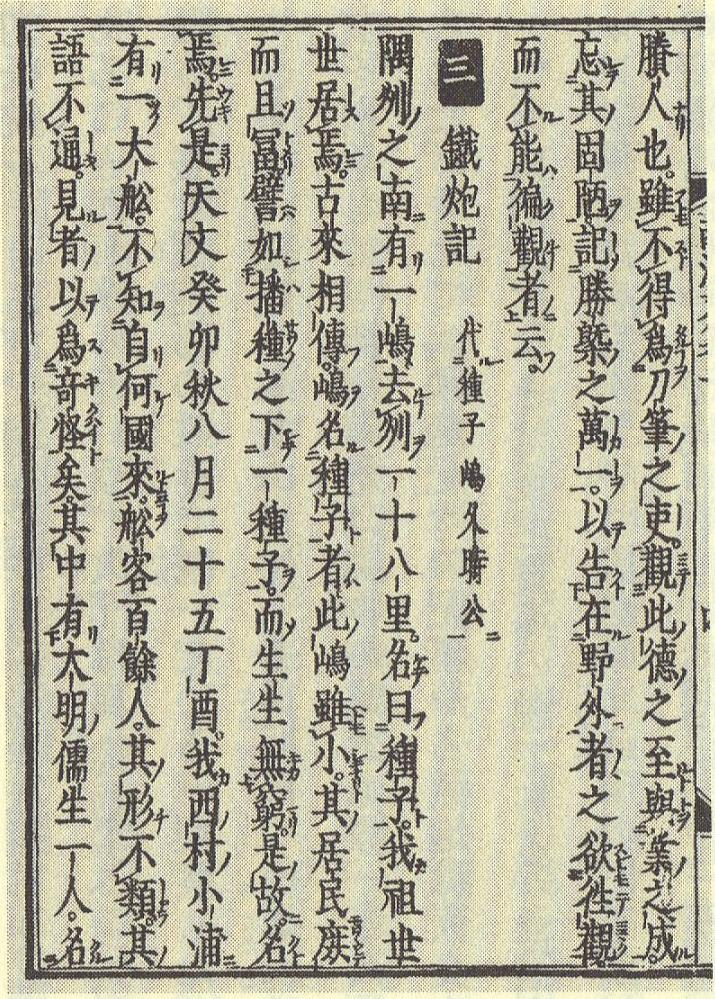
記載著鐵炮傳來的文獻。

鐵炮（或鐵砲）是日本語在江戶時代之前對槍械的稱呼，但在廣義的用法中也包含了如火砲一類的大型火器。

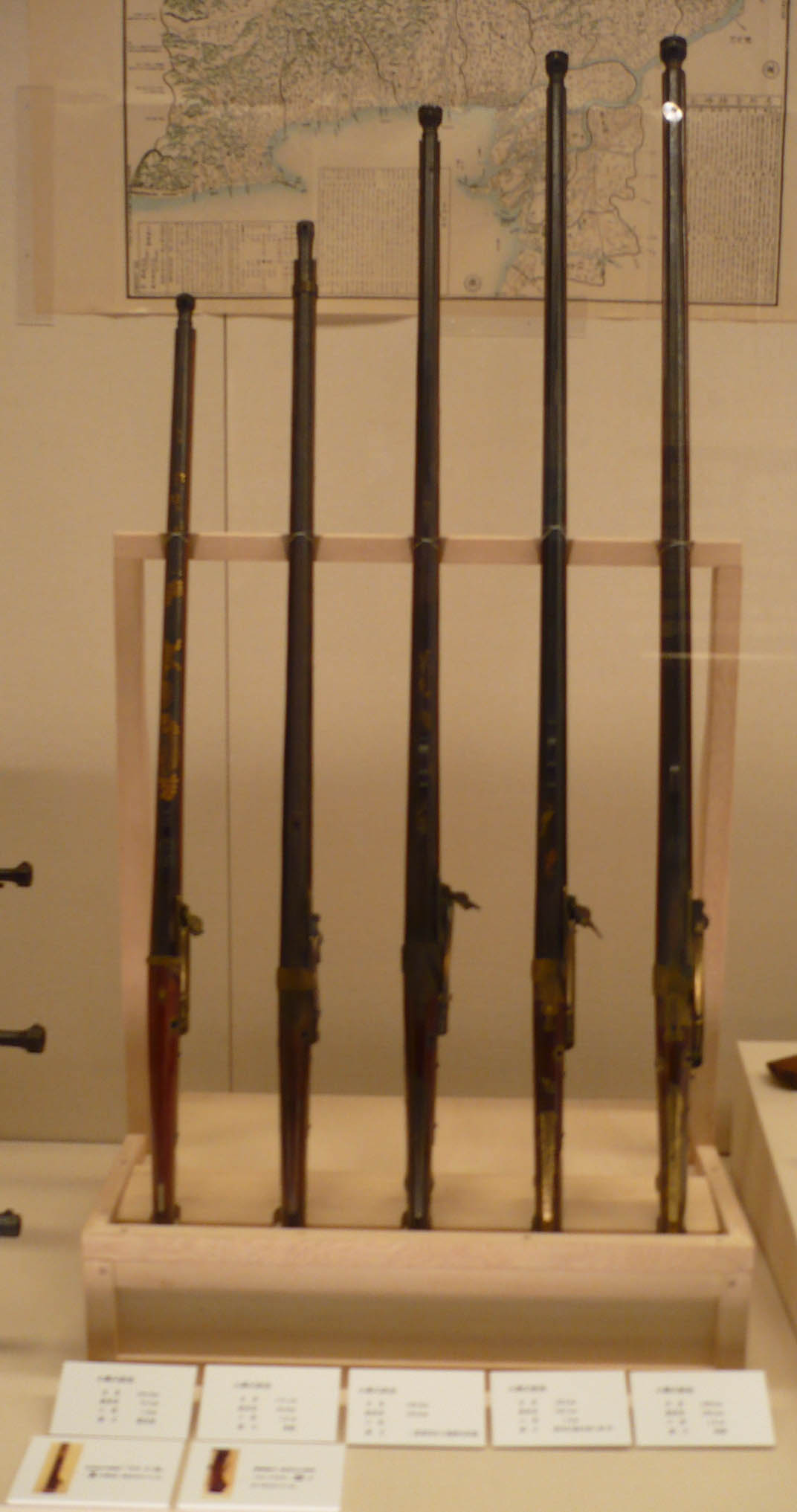
火縄式鉄砲

「鐵炮」本身据说是1543年（天文12年）的时候，被葡萄牙人漂流到种子岛传到日本的武器。葡萄牙人称呼其叫做「Arcabuz」，最初以标音将其写成「啊瑠贺放至」。后来以鐵炮称呼，语源自镰仓时代，蒙古军进攻时用的铁炮，虽然元军的铁炮是把火药装铁制容器里点火后投掷，更像现在手榴弹。而火绳枪铁炮传进种子岛之前，就有类似烟火筒的原始火器传进日本，在应仁之乱和琉球/冲绳的统一战争里，但因实用性不大当时就没普及。現代日語則以「銃」來表示槍械，很少使用鐵砲一詞。而中文「銃」则指斧头用来装柄的洞口部分。
現代日本語則是以「銃」來表示槍械，很少使用鐵砲一詞。